# Steve Baker (Musiker)

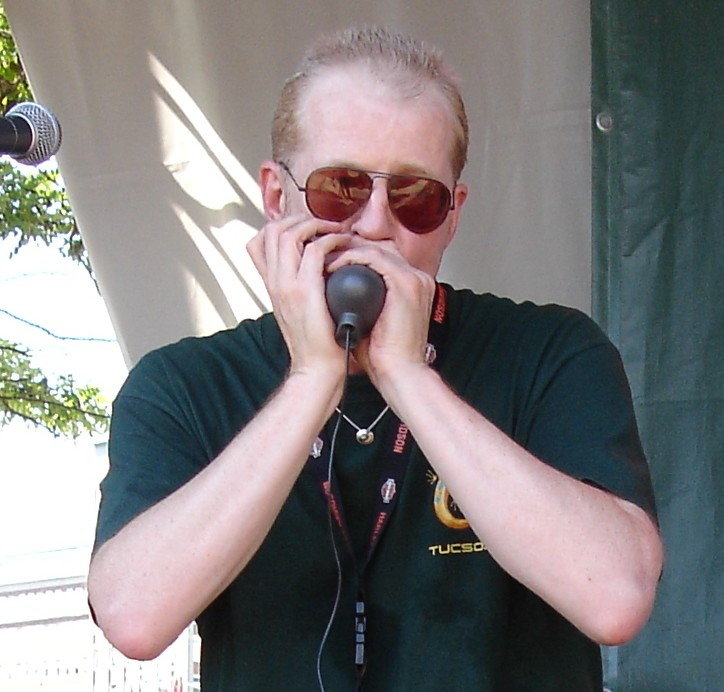
Steve Baker (2006)

Steve Baker (* 1. Mai 1953 in London) ist ein britischer Mundharmonikaspieler und Bluesmusiker. Er lebt seit vielen Jahren in der Nähe von Hamburg.

## Biografie
Baker ist in Deutschland wegen seiner Fachbücher und Workshops sowie wegen seines virtuosen Spiels auf der Blues Harp bekannt. Er kam 1976 mit der anglo-amerikanischen Band Have Mercy nach Hamburg. In den 1980er Jahren arbeitete er sowohl mit der Rocklegende Tony Sheridan wie auch mit dem Liedermacher Franz Josef Degenhardt, mit dem er mehrere LPs aufnahm.
Seit Ende der 1970er Jahre ist er als Studiomusiker tätig und hat auf hunderten Aufnahmen mitgewirkt, unter anderem für Schlager- und Popkünstler wie Dieter Bohlen, Truck Stop oder Howard Carpendale, aber auch für Liedermacher Hannes Wader, Kindermusiker Rolf Zuckowski oder den avant-garde Komponisten Irmin Schmidt von der Gruppe Can. 2014 ist er u. a. auf neuen Veröffentlichungen von Stefan Stoppok und Achim Reichel zu hören.
Steve Baker hat bei verschiedenen Film- und Fernsehproduktionen musikalisch mitgewirkt, zum Beispiel von 1995 bis 2001 beim NDR Tatort mit Manfred Krug und Charles Brauer unter der musikalischen Leitung von Klaus Doldinger oder bei Fatih Akıns Film Soul Kitchen aus dem Jahr 2009.
Seit 1987 arbeitet Baker als Berater für den weltweit führenden Mundharmonikahersteller Hohner. Hier hat er bei der Entwicklung zahlreicher neuer Modelle mitgewirkt.
Er hat außerdem mehrere Lehrwerke für Mundharmonika veröffentlicht. The Harp Handbook (1990) wurde als „Bibel der Mundharmonikaspieler“ beschrieben und war das erste Werk, das die grundlegende Spieltechniken auf der diatonischen Harp systematisch darlegte. Zwischen 1999 und 2007 veröffentlichte er drei Bände der Buch/CD Reihe Blues Harmonica Playalongs, die insbesondere in China eine Generation von Nachwuchsspieler inspirierten. Sein Blues Harp Schule Step By Step wurde in mehreren Sprachen übersetzt.
Steve Baker spielt seit 1990 regelmäßig mit der deutschen Bluesikone Abi Wallenstein zusammen und bildete mit dem 2005 verstorbenen Gitarristen und Sänger Chris Jones ein hoch angesehenes Duo, das 4 gemeinsame CDs auf Acoustic Music Records veröffentlichte. Die Musiker Steve Baker, Abi Wallenstein und Martin Röttger bilden die Band „BluesCulture“. Von 2010 bis 2018 arbeitete er mit dem kanadischen Sänger, Komponisten und Gitarrenvirtuosen Dave Goodman zusammen.
Anfang 2018 erschien sein erstes Soloalbum „Perfect Getaway“, wo er seine selbstkomponierten Lieder auch selber singt. Seitdem spielt er sie live mit seiner Band the LiveWires. Es folgten 2 weitere Soloalben, The Great Divide (2020) und Too Much Is Never Enough (2023). Steve Baker gibt seit 1990 regelmäßig Harp Workshops im In- und Ausland, darunter in Westeuropa, den USA, Australien, Russland, Indien und China. Er ist außerdem Gründer und musikalischer Leiter der Harmonica Masters Workshops in Trossingen (Hauptquartier der Fa. Hohner), die seit 2003 bestehen und mittlerweile als Nr. 1 Bildungsevent für Mundharmonika in Europa gelten, mit international angesehenen Dozenten wie Joe Filisko, David Barrett u. v. m.

## Diskografie (Auswahl, nur CDs)
- 1993 Have Mercy, Have Mercy (CrossCut Records)
- 1993 Abi Wallenstein mit Henry Heggen und Steve Baker, Two Times 2
- 1995 Chris Jones & Steve Baker, Slow Roll (Acoustic Music)
- 1996 Abi Wallenstein mit Henry Heggen, Steve Baker und Christoph Buse, Blues Avenue (Stumble Records)
- 1998 Chris Jones & Steve Baker, Everybody’s Crying Mercy (Acoustic Music)
- 2003 Chris Jones & Steve Baker, Smoke and Noise (Acoustic Music)
- 2003 Abi Wallenstein mit Henry Heggen, Steve Baker, Martin Röttger und anderen, Step In Time (nullviernull)
- 2005 Chris Jones & Steve Baker, Gotta Look Up (Acoustic Music)
- 2007 Abi Wallenstein & BluesCulture, Blues Culture (Blue Moon Records)
- 2008 Steve Baker & Dick Bird, King Kazoo (Acoustic Music)
- 2009 Abi Wallenstein & BluesCulture, In Concert (Blue Moon Records)
- 2012 Dave Goodman & Steve Baker, The Wine Dark Sea (Acoustic Music)
- 2016 Alexis Korner, Tony Sheridan & Steve Baker at RIAS (RWA, ACD 12510)
- 2018 Steve Baker, Perfect Getaway (Timezone Records, TZ1473)
- 2020 Steve Baker & The LiveWires, The Great Divide (Timezone Records, TZ1884)
- 2023 Steve Baker, Too Much Is Never Enough (Timezone Records TZ2491)

## Werke
- The Harp Handbook (1990), 4. Ausgabe 2006, Bosworth Edition (Buch mit CD). ISBN 3-86543-052-X ISMN M-2016-5121-7
- Blues Harmonica Playalongs - Vol. 1, artist ahead Musikverlag, 2000 (Buch mit CD). ISBN 978-3-936807-00-4
- Blues Harmonica Playalongs - Vol. 2, artist ahead Musikverlag, 2003 (Buch mit CD). ISBN 978-3-936807-86-8
- Blues Harmonica Playalongs - Vol. 3 / The third kind, artist ahead Musikverlag, 2007 (Buch mit CD). ISBN 978-3-936807-84-4

## Sonstiges
- 1998 Steve Baker/Bertram Becher/Siegi Genschow „Interactive Blues Harp Workshop CD-ROM“ (Voggenreiter)
- 2000 wurde ihm zusammen mit Abi Wallenstein der Talking Blues Award „Blues Act of the Year 1999“ verliehen.
- 2004 wurde ihm zusammen mit Abi Wallenstein das Ravensburger Kupferle verliehen.
- Seit 2003 leitet Steve Baker die Harmonica Masters Workshops in Trossingen. Dort unterrichtet er zusammen mit anderen international führenden Dozenten, darunter Joe Filisko und David Barrett, in parallelen Kursen über mehrere Tage Anfänger und Fortgeschrittene auf höchstem Niveau. Es ist, wie man in der Vergangenheit an den Teilnehmern ersehen konnte, eine Veranstaltung auf Weltniveau.
- Von 2009 bis 2018 war er musikalischer Leiter der European Music Workshops in Munster (Frankreich). Hier werden Mundharmonika, Gitarre, Cajon und Gesang in parallelen Kursen unterrichtet.
- 2019 wurde er von der US-amerikanischen SPAH mit dem Pete Pedersen Lifetime Achievement Award ausgezeichnet.